# Nightbreed of Macabria
Nightbreed of Macabria è il sesto album della band Theatres des Vampires, pubblicato nel 2004. L'album presenta il definitivo cambio stilistico del gruppo: è anche l'ultimo con il fondatore Alessandro Nunziati.

## Tracce
1. Welcome to Macabria – 2:23
2. A Macabre Banquet – 4:10
3. Lady in Black – 4:17
4. Angel of Lust – 5:20
5. Luciferia – 5:30
6. Incubo 1 – 1:38
7. Macabria – 4:30
8. The Jester's Shadow – 4:03
9. The Golden Sin – 4:28
10. Carnival Day – 4:48
11. Incubo II – 1:13
12. The Curse of Headless Christ – 5:48
13. Mourning Day – 4:14
14. The Undertaker & the Crow – 4:33
15. The Beginning of the End – 5:15

## Formazione
- Lord Vampyr (Alessandro Nunziati) - voce, chitarra acustica
- Sonya Scarlet - voce femminile
- Gabriel Valerio - batteria
- Fabian Varesi - tastiere, voce
- Zimon Lijoi - basso
- Count Morgoth (Roberto Cufaro) – chitarra elettrica e acustica